# Bertelovci
Bertelovci – wieś w Chorwacji, w żupanii pożedzko-slawońskiej, w gminie Jakšić. W 2011 roku liczyła 151 mieszkańców.